# Споменик природе „Калемегдански рт“
„Калемегдански рт“ је споменик природе Србије проглашен 2021. године од стране Владе Републике Србије, на основу студије заштите Завода за заштиту природе Србије. Споменик природе је површине 14, 07 хектара, а установљени су режими заштите II и III степена, како је објављено у Уредби у Службеном гласнику Републике Србије.

## Опште информације
Прво решење о заштити датира из 1968. године. Тадашњи назив природног добра: „Морски неогени спруд-профил испод споменикa Победнику на Калемегдану” и „Геолошко-географски слојеви на локалитету на Калемегдану, код споменика Победник” промењен је у „Калемегдански рт”. Ово природно добро први пут је посредно заштићено 1946. године у оквиру заштите Београдске тврђаве као културног добра.
На основу студије заштите Завода за заштиту природе Србије, Влада Републике Србије прогласила је у фебруару 2021. године за Споменик природе „Калемегдански рт“ у Београду, који се налази јужно од ушћа Саве у Дунав, на подручју града Београда, између Горњег и Доњег града Београдске тврђаве. Наводи се да је Влада Републике Србије донела одлуку на основу изворности, репрезентативности, разноликости, целовитости, пејзажне атрактивности и очуваности представљене у Студији Завода за заштиту природе Србије која је предата 2017. године.
У одлуци се објашњава да се простор од 14 хектара и седам ари ставља под режим заштите другог и трећег степена, у циљу „очувања седимената миоценске старости, односно његовог дела баденског ката који представља природну реткост, јединствен остатак медитеранског стадијума – јединственог у историји панонског мора”.
Други степен заштите овог споменика културе утврђен је за површину од три хектара и 42 ара, односно падину између Горње и Доњег града, где се налазе објекти Видин капија, Јакшићева кула, Источна капија, Мала барутана, остаци североистичног бедема Доњег града, амам где се данас налзи Београдски планетаријум и други. На заштићеном простору забрањено је уништавање постојећих природних изданака, односно фосилних материјала, вегетације, засецања падине као и одвијање манифестација којима би се изданци седимената могли угрозити.
На простору где је установљен трећи режим заштите није дозвољена изградња, туристички смештај и угоститељство, као ни садња.
Границама споменика природе обухваћена је јединствена природна реткост геолошког карактера на тлу Србије – профил морског спруда из најстаријег стадијума у историји некадашњег Панонског мора.
Целокупан простор заштићеног подручја има режиме заштите II и III степена. „Калемегдански рт” проглашен је за подручје I категорије – међународног, националног, односно, изузетног значаја са циљем очувања седимената миоценске старости.
Поред геолошког, Калемегдански рт има и историјски значај за Београд, јер се верује да је ова кречњачка стена заслужна за име града од доласка Словена на Балкансо полуострво крајем 7. века. Белина кречњачког гребена са остацима рановизантијске тврђаве која се гледано одоздо истицала околном пејзажу бедемом и кулама грађеним од камена истог геолошког састава и боје је одредила и ново име граду, Бели град односно Београд.
Спомеником природе „Калемегдански рт” управља ЈКП „Београдска тврђава”.